# Jamie Demetriou

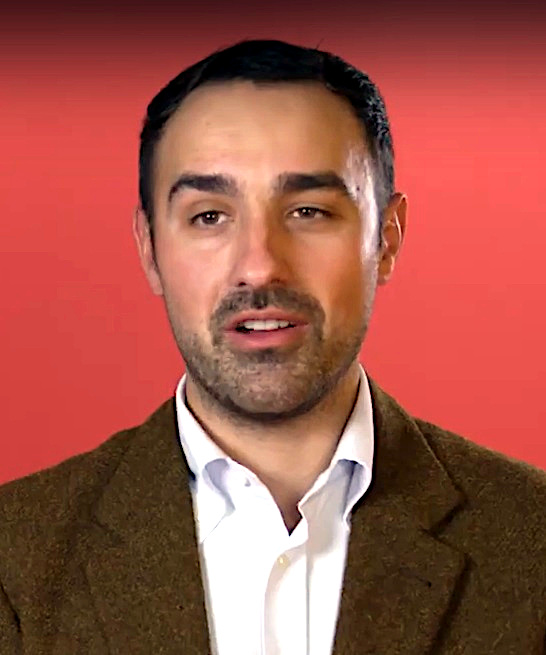
Jamie Demetriou im Jahr 2021

Jamie Demetriou (* 1. November 1987 in London) ist ein britischer Comedian, Schauspieler und Drehbuchautor. 

## Leben und Karriere
Demetriou ist in London geboren und über seinen Vater, der Restaurantkoch ist, griechisch-zypriotischer Herkunft. Seine Schwester ist ebenfalls Schauspielerin und Komikerin, die aus What We Do in the Shadows bekannte Natasia Demetriou. Bereits mit fünf Jahren wurde er Mitglied der Londoner Theatergruppe Chickenshed. Er besuchte die Compton School in Nord-London und versuchte anschließend zwei Jahre lang, auf eine Theaterschule zu gelangen, bevor er auf die University of Bristol ging. Eine studentische Revueshow präsentierte er 2009 bis 2011 am Edinburgh Festival Fringe, wo er auch die Komikerinnen Ellie White und Katy Wix kennenlernte. Sein dortiges Programm People Day 2013 brachte ihm einen Vergleich mit Steve Coogan ein.
Im Fernsehen trat er als Komiker in Comedyshows, Sitcoms und Sketchshows von Kollegen wie Annie & Katy mit Wix, Morgana Robinsons Agency und Tracey Ullman's Show sowie der Show von White und seiner Schwester auf. Dem Publikum blieb besonders die Rolle des Busnagers aus Fleabag in Erinnerung. Nachdem er in einem Comedy-Kurzfilm für Channel 4 die griechische Figur Stath kreiert hatte, entwickelte er mit Robert Popper, dem Schöpfer von Friday Night Dinner, daraus die Serie Stath Lets Flats, die von 2018 bis 2021 erschien. Demetriou spielt darin den britisch-zypriotischen Immobilienmakler Stath; Natasia Demetriou verkörpert dessen Schwester. Eine weitere Hauptrolle gab er Wix. Für die Serie erhielt Demetriou 2020 drei British Academy Television Awards sowie einen weiteren 2022. Als Schauspieler erschien er anschließend etwa in den Serien Vier Hochzeiten und ein Todesfall, Miracle Workers, The Great und The Afterparty sowie als Synchronsprecher in der zweiten Staffel der Animationsserie Dead End: Paranormal Park. 2023 erhielt er auf Netflix ein Sketchcomedy-Special mit dem Titel A Whole Lifetime with Jamie Demetriou, das 2024 für weitere BAFTAs nominiert ist.

## Filmografie (Auswahl)
- 2013: Anna & Katy (Sketchshow, 1 Episode)
- 2014: The Midnight Beast (Fernsehserie, 1 Episode, auch Drehbuch)
- 2014: Uncle (Fernsehserie, 1 Episode)
- 2014: Rev. (Fernsehserie, 1 Episode)
- 2014: Morning Has Broken (Fernsehfilm)
- 2014: Badults (Fernsehserie, 1 Episode)
- 2014: Friday Night Dinner (Fernsehserie, 1 Episode)
- 2014: The Mimic (Fernsehserie, 1 Episode)
- 2014: Siblings (Fernsehserie, 1 Episode)
- 2014: Toast of London (Fernsehserie, 1 Episode)
- 2014–2016: Lovesick (Fernsehserie, 2 Episoden)
- 2015: Cockroaches (Fernsehserie, 5 Episoden)
- 2015: SunTrap (Fernsehserie, 6 Episoden)
- 2015: Bill (Film)
- 2015: Tripped (Miniserie, 4 Episoden)
- 2015–2016: Drunk History (Sketchshow, 2 Episoden)
- 2016: Hoff the Record (Fernsehserie, 1 Episode)
- 2016: Love, Nina (Fernsehserie, 1 Episode)
- 2016: Rovers (Miniserie, 6 Episoden)
- 2016: The Darkest Universe (Film)
- 2016: Borderline (Fernsehserie, 1 Episode)
- 2016: Wasted (Fernsehserie, 1 Episode)
- 2016: Fleabag (Fernsehserie, 2 Episoden)
- 2016: Morgana Robinson’s The Agency (Fernsehserie, 2 Episoden)
- 2016: Year Friends (Fernsehserie, 12 Episoden, auch Drehbuch)
- 2016: Revived (Fernsehfilm)
- 2016–2017: Tracey Ullman’s Show (Sketchshow, 7 Episoden)
- 2017: Pls Like (Fernsehserie, 1 Episode)
- 2017: Gap Year (Fernsehserie, 2 Episoden)
- 2017: Murder in Successville (Fernsehserie, 1 Episode)
- 2017: Quacks (Fernsehserie, 1 Episode)
- 2017: Paddington 2 (Film)
- 2018: Sherlock Gnomes (Animationsfilm, Synchronstimme)
- 2018: Game Over, Man! (Film)
- 2018: Sally4Ever (Fernsehserie, 1 Episode)
- 2018–2021: Stath Lets Flats (Fernsehserie, 18 Episoden, auch Drehbuch und Produzent)
- 2019: Island of Dreams (Fernsehfilm)
- 2019: Horrible Histories: The Movie – Rotten Romans (Film)
- 2019: Vier Hochzeiten und ein Todesfall (Miniserie, 7 Episoden)
- 2019–2022: Ellie & Natasia (Sketchcomedy, 7 Episoden)
- 2020: Miracle Workers (Fernsehserie, 6 Episoden)
- 2020: The Great (Fernsehserie, 4 Episoden)
- 2020: Eurovision Song Contest: The Story of Fire Saga (Film)
- 2021: Cruella (Film)
- 2021: Die wundersame Welt des Louis Wain (The Electrical Life of Louis Wain. Film)
- 2022: Pinocchio (Film)
- 2022: Lady wider Willen (Catherine Called Birdy, Film)
- 2022: Dead End: Paranormal Park (Animationsserie, Synchronstimme, 7 Episoden)
- 2022: Central Park (Animationsserie, Synchronstimme, 2 Episoden)
- 2022: Nachts im Museum – Kahmunrah kehrt zurück (Night at the Museum: Kahmunrah Rises Again, Animationsfilm, Synchronstimme)
- 2022–2023: The Afterparty (Fernsehserie, 9 Episoden)
- 2023: A Whole Lifetime with Jamie Demetriou (Comedy-Special, auch Drehbuch und Produzent)
- 2023: Barbie (Film)
- 2023: Doggy Style (Strays, Synchronstimme)
- 2025: Back in Action

## Auszeichnungen und Nominierungen
British Academy Television Award: 
für Stath Lets Flats
- 2019: Nominierung in der Kategorie „Beste männliche Leistung in einer Comedy-Performance“
- 2020
  - Auszeichnung in der Kategorie „Drehbuchautor: Comedy“
  - Auszeichnung in der Kategorie „Komödie nach Drehbuch“
  - Auszeichnung in der Kategorie „Beste männliche Leistung in einer Comedy-Performance“
- 2022
  - Nominierung in der Kategorie „Komödie nach Drehbuch“
  - Auszeichnung in der Kategorie „Beste männliche Leistung in einer Comedy-Performance“

für A Whole Lifetime with Jamie Demetriou
- 2024
  - Nominierung in der Kategorie „Drehbuchautor: Comedy“
  - Nominierung in der Kategorie „Beste männliche Leistung in einer Comedy-Performance“